# Перейра, Кен
Кеннет (Кен) Перейра (англ. Kenneth (Ken) Pereira, 12 июля 1973, Юнионвилл, Канада) — канадский хоккеист (хоккей на траве), полузащитник. Участник летних Олимпийских игр 2000 и 2008 годов, серебряный призёр Панамериканского чемпионата 2000 года, двукратный чемпион Панамериканских игр 1999 и 2007 годов, трёхкратный серебряный призёр Панамериканских игр 1995, 2003 и 2011 годов.

## Биография
Кен Перейра родился 12 июля 1973 года в канадском районе Юнионвилл.
Окончил колледж Сентениал в Торонто по специальности «бизнес».
Начал заниматься хоккеем на траве в 16-летнем возрасте. Играл за «ГОА Редс» и нидерландский «Вассенар».
В 1994 году дебютировал в сборной Канады в матче против сборной Мексики в Торонто (3:0).
В 2000 году вошёл в состав мужской сборной Канады по хоккею на траве на летних Олимпийских играх в Сиднее, занявшей 10-е место. Играл на позиции полузащитника, провёл 7 матчей, забил 3 мяча (по одному в ворота сборных Пакистана, Нидерландов и Великобритании).
В том же году завоевал серебряную медаль Панамериканского чемпионата в Гаване.
В 2002 году в составе сборной Канады выиграл золотую медаль Панамериканского чемпионата по индорхоккею в Роквилле.
В 2008 году вошёл в состав мужской сборной Канады по хоккею на траве на летних Олимпийских играх в Пекине, занявшей 10-е место. Играл на позиции полузащитника, провёл 6 матчей, забил 1 мяч в ворота сборной Великобритании.
Завоевал пять медалей хоккейных турниров Панамериканских игр: золото в 1999 году в Виннипеге и в 2007 году в Рио-де-Жанейро, серебро в 1995 году в Мар-дель-Плате, в 2003 году в Санто-Доминго и в 2011 году в Гвадалахаре. В финале 1999 года забил единственный мяч в ворота сборной Аргентины (1:0).